# Xisco Nadal
Francisco Sebastián Nadal Martorell (Palma di Maiorca, 27 giugno 1986) è un ex calciatore spagnolo, di ruolo attaccante.